# Leptogenys attenuata
Leptogenys attenuata är en myrart som först beskrevs av Smith 1858.  Leptogenys attenuata ingår i släktet Leptogenys och familjen myror. Inga underarter finns listade i Catalogue of Life.

## Bildgalleri

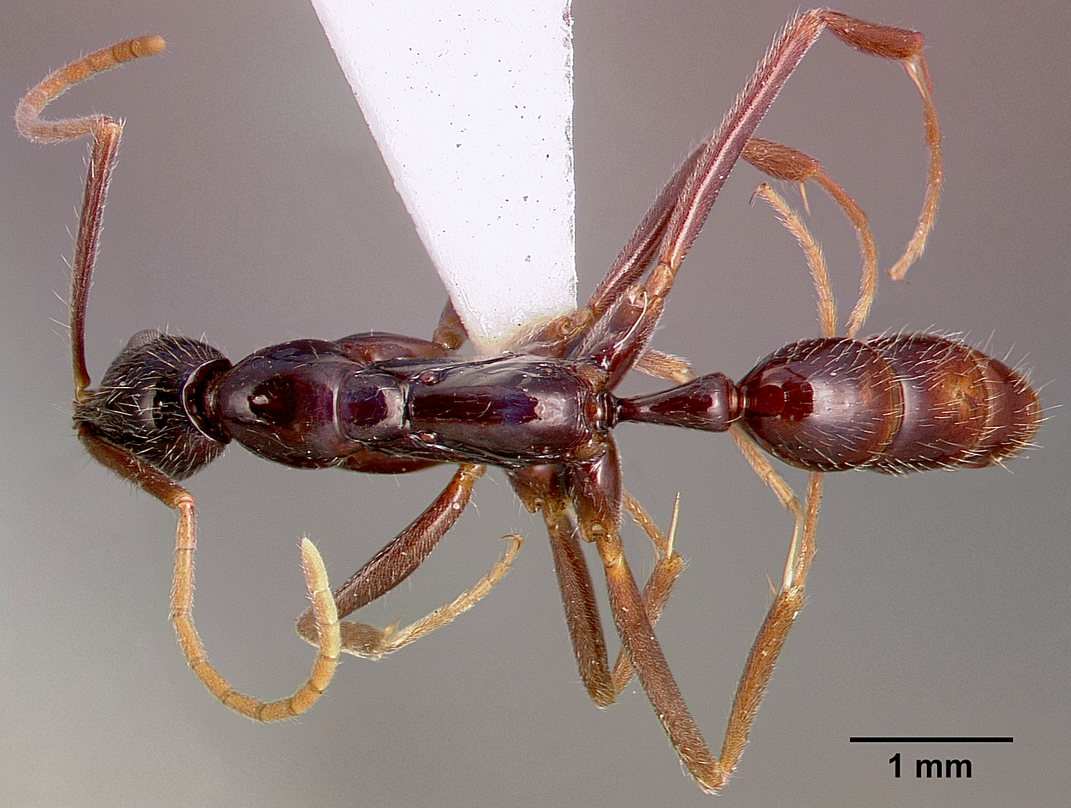
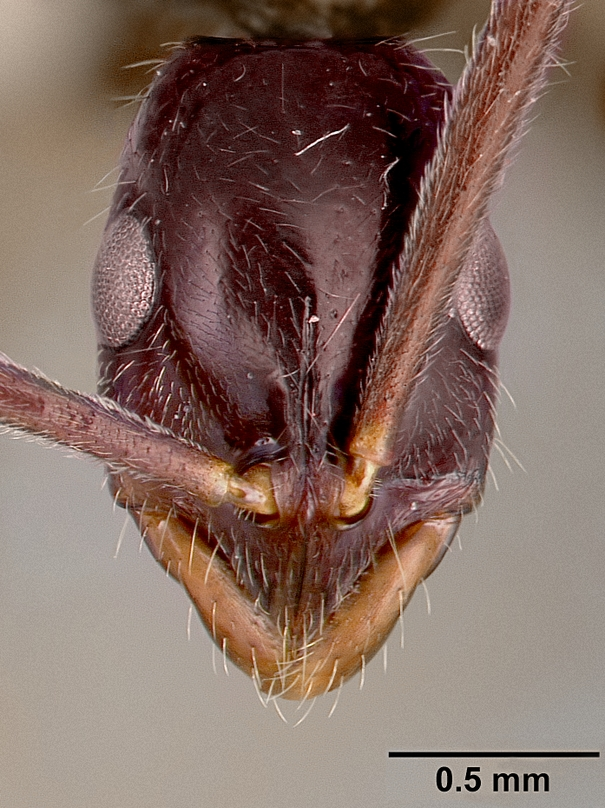
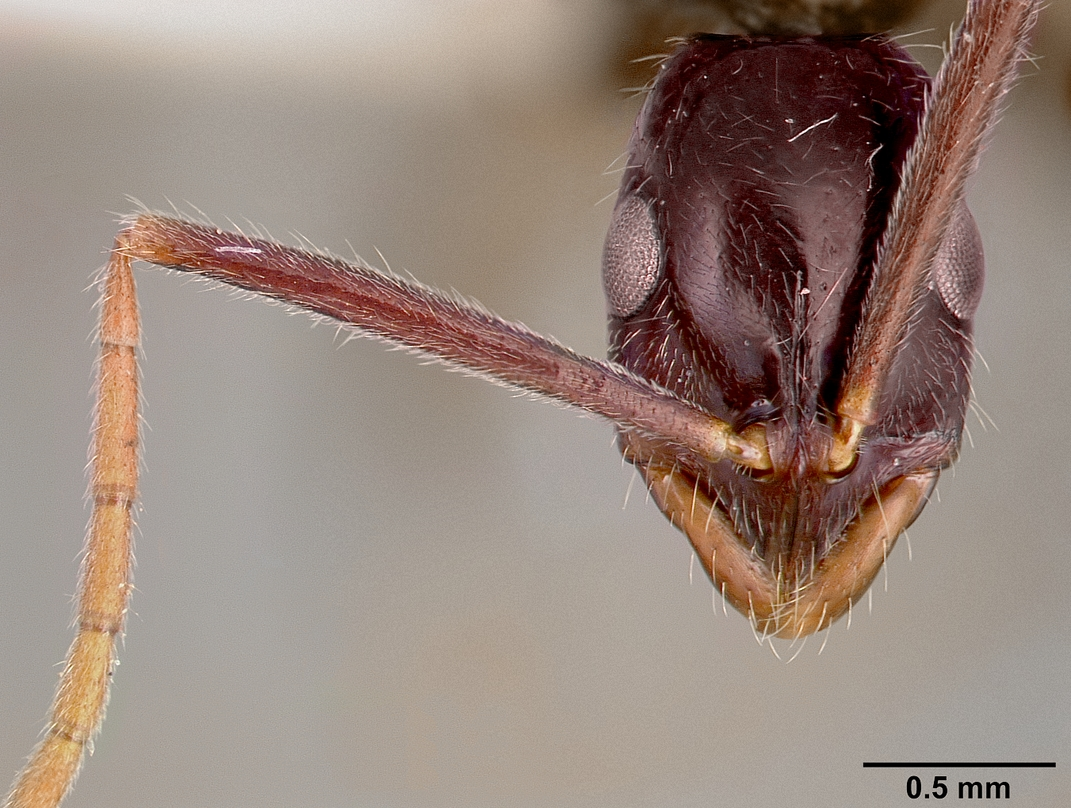
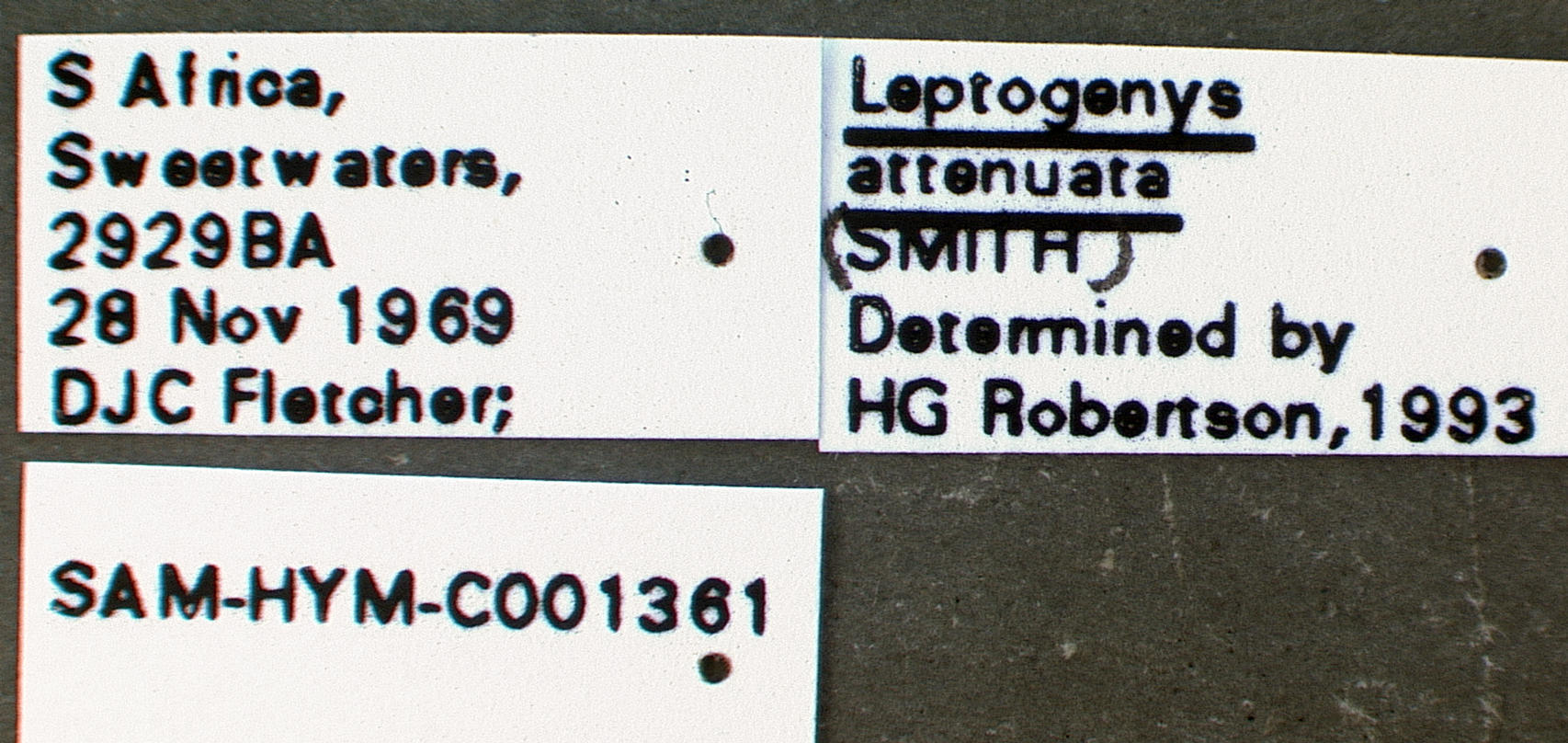
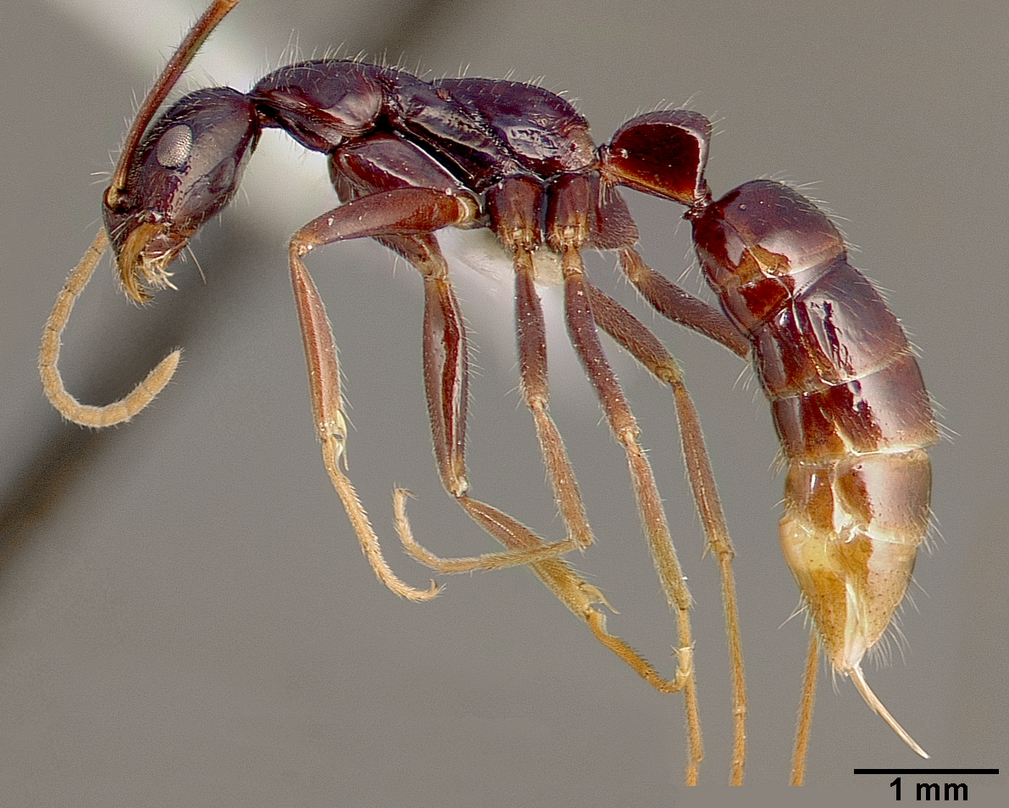